# 塩見淳
塩見 淳（しおみ じゅん、1961年3月16日 - ）は、日本の法学者（刑法）。京都大学大学院法学研究科教授。

## 人物
大阪府堺市出身。日本刑法学会理事長（2018年-）。主な研究テーマは刑法における「不法」概念の再構成。

## 略歴
- 1984年3月 - 京都大学法学部卒業 (法学士)
- 1987年4月 - 京都大学法学部助教授
- 1991年 - 在外研究（ドイツ連邦共和国ボン大学）（1993年まで）
- 1992年4月 - 京都大学大学院法学研究科助教授
- 1998年4月 - 京都大学大学院法学研究科教授